# ANZAC Day Clash
Anzac Day Clash to coroczny mecz ligowy między drużynami Collingwood FC a Essendon FC występującymi w lidze futbolu australijskiego – AFL. Mecz zawsze odbywa się 25 kwietnia na stadionie Melbourne Cricket Ground, w dniu święta narodowego Australii – Anzac Day. Od chwili zainaugurowania, rywalizacja ta zawsze cieszy się ogromnym zainteresowaniem wśród publiczności. Uchodzi za jedno z największych sportowych wydarzeń w Australii.
Drużyny Collingwood i Essendon FC uchodzą za najpopularniejsze w lidze AFL, w związku z czym rywalizacja między nimi w tym dniu wydaje się być mocno uzasadniona. Pierwszą edycję Anzac Day Clash rozegrano w 1995 roku. Po każdym meczu przyznawany jest Anzac Day Medal dla najlepszego zawodnika spotkania.

## Wyniki
1. 1995 Collingwood 111 – 111 Essendon; 94.825 (widzów)
2. 1996 Collingwood 117 – 105 Essendon; 87.549
3. 1997 Collingwood  99 – 70  Essendon; 83.271
4. 1998 Collingwood 108 – 88  Essendon; 81.542
5. 1999 Collingwood 100 – 108 Essendon; 73.118
6. 2000 Collingwood 100 – 140 Essendon; 88.390
7. 2001 Collingwood  95 – 103 Essendon; 83.905
8. 2002 Collingwood  66 – 33  Essendon; 84.895
9. 2003 Collingwood  81 – 147 Essendon; 62.589
10. 2004 Collingwood  79 – 112 Essendon; 57.294
11. 2005 Collingwood  69 – 83  Essendon; 70.033
12. 2006 Collingwood 106 – 89  Essendon; 91.234
13. 2007 Collingwood  95 – 79  Essendon; 90.508
14. 2008 Collingwood 154 – 81  Essendon; 88.999
15. 2009 Collingwood 88 – 93 Essendon; 84.829
16. 2010 Collingwood 120 – 55 Essendon; 90.070

W latach 2003–2005 ze względu na przebudowę stadionu Melbourne Cricket Ground pojemność trybun była ograniczona.